# Альпірсбах
Альпірсбах (нім. Alpirsbach) — місто в Німеччині, знаходиться в землі Баден-Вюртемберг. Підпорядковується адміністративному округу Карлсруе. Входить до складу району Фройденштадт.
Площа — 64,55 км2. Населення становить 6251 ос. (станом на 31 грудня 2020).